# فهرست آثار ملی شهرستان داورزن
فهرست آثار ملی شهرستان داورزن شامل ۶۸ اثر ملی در شهرستان داورزن است که تا ۱۳۹۷ به ثبت رسیده‌اند که سهم این شهرستان در سطح استان خراسان رضوی که بالغ بر ۱۴۰۷ اثر تاریخی ثبت شده دارد معمول است.
رباط مهر اولین اثر ملی این شهرستان است که در ۲۵ شهریور ۱۳۶۳ خورشیدی در فهرست آثار ملی ایران قرار گرفت. همچنین چهارطاقی خانه دیو قدیمی‌ترین بنای تاریخی این شهرستان است.

## آثار ثبت‌شده
| ردیف    | نام اثر                       | نگاره          | دیرینگی                                  | موقعیت                                                                                      | شمارهٔ ثبت | تاریخ ثبت        | منبع   |
| بافت‌ها  | بافت‌ها                        | بافت‌ها         | بافت‌ها                                   | بافت‌ها                                                                                      | بافت‌ها    | بافت‌ها           | بافت‌ها |
| ------- | ----------------------------- | -------------- | ---------------------------------------- | ------------------------------------------------------------------------------------------- | --------- | ---------------- | ------ |
| ۱       | بافت تاریخی روستای مزینان     |                | دوره صفوی - دوره قاجار                   | روستای مزینان ۳۶°۱۸′۳۱″ شمالی ۵۶°۴۸′۵۹″ شرقی / ۳۶٫۳۰۸۶۱°شمالی ۵۶٫۸۱۶۳۹°شرقی                 | ۱۰۱۷۵     | ۲۳ شهریور ۱۳۸۲   | [ ۵ ]  |
| بناها   |                               |                |                                          |                                                                                             |           |                  |        |
| ۲       | رباط مهر                      |                | دوره قاجار                               | مجاور روستای مهر ۳۶°۱۷′۴٫۴″ شمالی ۵۷°۸′۳۶٫۷″ شرقی / ۳۶٫۲۸۴۵۵۶°شمالی ۵۷٫۱۴۳۵۲۸°شرقی          | ۱۶۶۰      | ۲۵ شهریور ۱۳۶۳   | [ ۳ ]  |
| ۳       | کاروانسرای ریوند              |                | دوره صفوی                                | ۲ کیلومتری جنوب روستای ریوند ۳۶°۱۲′۲۰″ شمالی ۵۷°۱۹′۴۶″ شرقی / ۳۶٫۲۰۵۵۶°شمالی ۵۷٫۳۲۹۴۴°شرقی  | ۱۶۶۲      | ۲۵ شهریور ۱۳۶۳   | [ ۶ ]  |
| ۴       | کاروانسرای صالح‌آباد           | بارگذاری تصویر | دوره قاجار                               | روستای صالح‌آباد                                                                             | ۱۶۶۳      | ۲۵ شهریور ۱۳۶۳   | [ ۷ ]  |
| ۵       | کاروانسرای مزینان             |                | دوره صفوی                                | روستای مزینان ۳۶°۱۸′۲۸٫۵″ شمالی ۵۶°۴۸′۲۳٫۰″ شرقی / ۳۶٫۳۰۷۹۱۷°شمالی ۵۶٫۸۰۶۳۸۹°شرقی           | ۱۶۶۴      | ۲۵ شهریور ۱۳۶۳   | [ ۸ ]  |
| ۶       | آرامگاه سید ناصربن محمد       | بارگذاری تصویر | سده ۸ ق                                  | روستای چشام                                                                                 | ۱۹۶۳      | ۲ اسفند ۱۳۷۶     | [ ۹ ]  |
| ۷       | مسجد جامع چشم                 | بارگذاری تصویر | سده ۸ ق                                  | روستای چشام                                                                                 | ۱۹۸۶      | ۱۶ فروردین ۱۳۷۷  | [ ۱۰ ] |
| ۸       | مسجد پایین قلعه مزینان        | بارگذاری تصویر | دوره صفوی                                | روستای مزینان                                                                               | ۳۷۷۶      | ۱۸ اردیبهشت ۱۳۸۰ | [ ۱۱ ] |
| ۹       | چهارطاقی خانه دیو             |                | دوره ساسانی                              | ۶ کیلومتری روستای فشتنق ۳۶°۲۰′۳۳٫۰″ شمالی ۵۷°۲۰′۵۵٫۵″ شرقی / ۳۶٫۳۴۲۵۰۰°شمالی ۵۷٫۳۴۸۷۵۰°شرقی | ۴۰۳۵      | ۱۰ مهر ۱۳۸۰      | [ ۴ ]  |
| ۱۰      | خانه زادگاه دکتر علی شریعتی   |                | پهلوی اول                                | روستای کاهک                                                                                 | ۹۵۹۱      | ۲۷ مرداد ۱۳۸۲    | [ ۱۲ ] |
| ۱۱      | مسجد جامع مزینان              | بارگذاری تصویر | دوره قاجار                               | روستای مزینان                                                                               | ۱۰۹۰۳     | ۲۷ بهمن ۱۳۸۲     | [ ۱۳ ] |
| ۱۲      | هیئت حسینی بالا               | بارگذاری تصویر | اواخر دوره قاجار- اوایل پهلوی            | روستای مزینان                                                                               | ۱۰۹۰۴     | ۲۷ بهمن ۱۳۸۲     | [ ۱۴ ] |
| ۱۳      | مدرسه شریعتمدار               | بارگذاری تصویر | دوره قاجار                               | روستای مزینان                                                                               | ۱۰۹۰۵     | ۲۷ بهمن ۱۳۸۲     | [ ۱۵ ] |
| ۱۴      | مدرسه مزینان                  |                | دوره قاجار                               | روستای مزینان ۳۶°۱۸′۲۹″ شمالی ۵۶°۴۸′۵۴″ شرقی / ۳۶٫۳۰۸۰۶°شمالی ۵۶٫۸۱۵۰۰°شرقی                 | ۱۱۵۱۵     | ۲۴ اسفند ۱۳۸۳    | [ ۱۶ ] |
| ۱۵      | امامزاده سید علی اکبر صدخرو   | بارگذاری تصویر | دوره صفوی                                | روستای صدخرو                                                                                | ۱۴۳۲۲     | ۱۶ اسفند ۱۳۸۴    | [ ۱۷ ] |
| ۱۶      | قلعه دهنه شارو                | بارگذاری تصویر | سده ۶ - ۷ ق                              | روستای صدخرو                                                                                | ۱۴۳۳۱     | ۱۶ اسفند ۱۳۸۴    | [ ۱۸ ] |
| ۱۷      | خانه معینی                    | بارگذاری تصویر | دوره قاجار                               | روستای صدخرو                                                                                | ۱۴۳۳۲     | ۱۶ اسفند ۱۳۸۴    | [ ۱۹ ] |
| ۱۸      | قلعه اسماعیل‌آباد              | بارگذاری تصویر | اواخر دوره صفوی - دوره قاجار             | روستای غنی‌آباد                                                                              | ۱۴۳۳۶     | ۱۶ اسفند ۱۳۸۴    | [ ۲۰ ] |
| ۱۹      | امامزاده سید حسین بهمن‌آباد    | بارگذاری تصویر | تیموری - صفویه                           | روستای بهمن‌آباد                                                                             | ۱۴۳۴۰     | ۱۶ اسفند ۱۳۸۴    | [ ۲۱ ] |
| ۲۰      | مسجد جامع شهرآباد             | بارگذاری تصویر | اواخر دوره قاجار- اوایل پهلوی            | روستای شهرآباد                                                                              | ۱۴۳۴۲     | ۱۶ اسفند ۱۳۸۴    | [ ۲۲ ] |
| ۲۱      | امامزاده سید اسماعیل          | بارگذاری تصویر | دوره صفوی                                | روستای بهمن‌آباد                                                                             | ۱۴۳۴۳     | ۱۶ اسفند ۱۳۸۴    | [ ۲۳ ] |
| ۲۲      | حسینیه داورزن                 | بارگذاری تصویر | دوره قاجار                               | داخل شهر داورزن                                                                             | ۱۴۳۴۶     | ۱۶ اسفند ۱۳۸۴    | [ ۲۴ ] |
| ۲۳      | قلعه مومن‌آباد                 | بارگذاری تصویر | دوره قاجار                               | روستای کهک                                                                                  | ۱۴۳۵۰     | ۱۶ اسفند ۱۳۸۴    | [ ۲۵ ] |
| ۲۴      | قلعه کوکو                     | بارگذاری تصویر | هزاره دوم - اوایل هزاره اول پیش از میلاد | پشت سد روستای کمیز                                                                          | ۱۴۳۵۷     | ۱۶ اسفند ۱۳۸۴    | [ ۲۶ ] |
| ۲۵      | بقایای قلعه (پا قلعه) بهانگر  | بارگذاری تصویر | دوره ایلخانی تا دوره صفوی                | ۲ کیلومتری شمال روستای بهانگر                                                               | ۱۴۳۶۰     | ۱۶ اسفند ۱۳۸۴    | [ ۲۷ ] |
| ۲۶      | قلعه کموج                     | بارگذاری تصویر | اواخر دوره صفوی - دوره قاجار             | غرب روستای علی‌آباد                                                                          | ۱۴۳۶۲     | ۱۶ اسفند ۱۳۸۴    | [ ۲۸ ] |
| ۲۷      | قلعه کهنه سویز                |                | اواخر دوره صفوی- دوره قاجار              | جنوب‌شرقی روستای سویز ۳۶°۱۹′۴۱″ شمالی ۵۶°۴۷′۲۰″ شرقی / ۳۶٫۳۲۸۰۶°شمالی ۵۶٫۷۸۸۸۹°شرقی          | ۱۴۳۶۴     | ۱۶ اسفند ۱۳۸۴    | [ ۲۹ ] |
| ۲۸      | آرامگاه امامزاده سویز         | بارگذاری تصویر | دوره صفوی                                | روستای سویز                                                                                 | ۱۴۳۶۹     | ۱۶ اسفند ۱۳۸۴    | [ ۳۰ ] |
| ۲۹      | آب‌انبار خسروآباد              | بارگذاری تصویر | دوره قاجار                               | روستای خسروآباد                                                                             | ۱۴۳۷۰     | ۱۶ اسفند ۱۳۸۴    | [ ۳۱ ] |
| ۳۰      | آب‌انبارهای نامن               | بارگذاری تصویر | دوره صفوی                                | ۷۰۰ متری شمال غرب روستای نامن                                                               | ۱۴۳۷۲     | ۱۶ اسفند ۱۳۸۴    | [ ۳۲ ] |
| ۳۱      | مسجد پائین صدخرو              | بارگذاری تصویر | دوره قاجار                               | روستای صدخرو                                                                                | ۱۴۳۷۴     | ۱۶ اسفند ۱۳۸۴    | [ ۳۳ ] |
| ۳۲      | بقایای قلعه دزدان             | بارگذاری تصویر | سده‌های اولیه و میانی اسلامی              | شمال روستای ساروق                                                                           | ۱۴۳۷۵     | ۱۶ اسفند ۱۳۸۴    | [ ۳۴ ] |
| ۳۳      | حمام قدیمی صدخرو              |                | اوایل پهلوی                              | روستای صدخرو                                                                                | ۱۴۶۴۱     | ۱۶ اسفند ۱۳۸۴    | [ ۳۵ ] |
| ۳۴      | آب‌انبار بهمن‌آباد              | بارگذاری تصویر | اواخر دوره صفوی                          | مجاور مسجد قدیمی روستای بهمن‌آباد                                                            | ۱۵۲۴۲     | ۲۴ اسفند ۱۳۸۴    | [ ۳۶ ] |
| ۳۵      | بقایای قلعه کهنه نامن         | بارگذاری تصویر | دوره قاجار                               | جنوب‌غربی روستای نامن                                                                        | ۱۵۲۴۴     | ۲۴ اسفند ۱۳۸۴    | [ ۳۷ ] |
| ۳۶      | مسجد بهمن‌آباد                 | بارگذاری تصویر | اواخر دوره صفوی                          | جنوب‌شرقی روستای بهمن‌آباد                                                                    | ۱۵۲۶۴     | ۲۴ اسفند ۱۳۸۴    | [ ۳۸ ] |
| ۳۷      | مسجد جامع فیض‌آباد             | بارگذاری تصویر | دوره صفوی - دوره قاجار                   | مرکز روستای فیض‌آباد                                                                         | ۲۰۴۷۹     | ۱۲ دی ۱۳۸۶       | [ ۳۹ ] |
| ۳۸      | آرامگاه امامزاده سویز         | بارگذاری تصویر | دوره صفوی - معاصر                        | روستای سویز                                                                                 | ۲۲۳۰۲     | ۲۷ اسفند ۱۳۸۶    | [ ۴۰ ] |
| ۳۹      | آب‌انبار مقیسه                 | بارگذاری تصویر | دوره قاجار                               | روستای مقیسه                                                                                | ۲۴۹۷۴     | ۱۸ اسفند ۱۳۸۷    | [ ۴۱ ] |
| ۴۰      | بقعه کلاته مزینان             | بارگذاری تصویر | دوره قاجار - دوره پهلوی                  | مرکز روستای کلاته مزینان                                                                    | ۲۴۹۸۰     | ۱۸ اسفند ۱۳۸۷    | [ ۴۲ ] |
| ۴۱      | امامزاده سید علی              | بارگذاری تصویر | دوره قاجار                               | ۳۰۰ متری جنوب شرق روستای بروغن                                                              | ۲۴۹۸۱     | ۱۸ اسفند ۱۳۸۷    | [ ۴۳ ] |
| ۴۲      | مسجد جامع خسروآباد            | بارگذاری تصویر | دوره قاجار                               | مرکز روستای خسروآباد                                                                        | ۲۴۹۹۰     | ۱۸ اسفند ۱۳۸۷    | [ ۴۴ ] |
| ۴۳      | امامزاده حسین بن موسی         | بارگذاری تصویر | اواخر دوره قاجار                         | ۵/۳ کیلومتری روستای ریوند                                                                   | ۲۴۹۹۲     | ۱۸ اسفند ۱۳۸۷    | [ ۴۵ ] |
| ۴۴      | مسجد جامع ریوند               | بارگذاری تصویر | اواخر دوره قاجار                         | ۳۵ کیلومتری روستای ریوند                                                                    | ۲۴۹۹۷     | ۱۸ اسفند ۱۳۸۷    | [ ۴۶ ] |
| ۴۵      | قلعه آقا باشتین               |                | دوره ایلخانی تا دوره صفوی - دوره قاجار   | مرکز روستای باشتین                                                                          | ۲۶۱۹۹     | ۲۶ اسفند ۱۳۸۷    | [ ۴۷ ] |
| ۴۶      | پایاب باشتین                  | بارگذاری تصویر | دوره قاجار                               | مرکز روستای باشتین                                                                          | ۲۶۲۶۷     | ۲۷ اسفند ۱۳۸۷    | [ ۴۸ ] |
| ۴۷      | حمام بروغن                    | بارگذاری تصویر | دوره قاجار                               | مرکز روستای بروغن                                                                           | ۲۶۲۷۷     | ۲۷ اسفند ۱۳۸۷    | [ ۴۹ ] |
| ۴۸      | حمام چشام                     | بارگذاری تصویر | دوره قاجار                               | مرکز روستای چشام                                                                            | ۲۸۱۱۰     | ۱ آذر ۱۳۸۸       | [ ۵۰ ] |
| ۴۹      | آسیاب ریوند                   | بارگذاری تصویر | دوره قاجار                               | ۵ کیلومتری روستای ریوند                                                                     | ۲۹۰۴۶     | ۱۳ بهمن ۱۳۸۸     | [ ۵۰ ] |
| ۵۰      | آب‌انبار مزینان                |                | دوره صفوی                                | روستای مزینان ۳۶°۱۸′۲۹٫۴″ شمالی ۵۶°۴۸′۲۵٫۰″ شرقی / ۳۶٫۳۰۸۱۶۷°شمالی ۵۶٫۸۰۶۹۴۴°شرقی           | ۳۰۳۶۲     | ۲۴ خرداد ۱۳۹۰    | [ ۵۰ ] |
| تپه‌ها   |                               |                |                                          |                                                                                             |           |                  |        |
| ۵۱      | تپه سیزده بدر                 | بارگذاری تصویر | اسلامی                                   | روستای فیض‌آباد                                                                              | ۳۲۳۹      | ۲۵ اسفند ۱۳۷۹    | [ ۵۱ ] |
| ۵۲      | تپه گوپارگی سویز              | بارگذاری تصویر | تاریخی                                   | روستای سویز                                                                                 | ۴۴۹۴      | ۵ آذر ۱۳۸۰       | [ ۵۲ ] |
| ۵۳      | تپه بلقوز                     | بارگذاری تصویر | اوایل هزاره اول پیش از میلاد             | روستای مزینان                                                                               | ۴۴۹۵      | ۵ آذر ۱۳۸۰       | [ ۵۳ ] |
| ۵۴      | تپه سفالی اتکا                | بارگذاری تصویر | هزاره سوم و اول پیش از میلاد             | ۴ کیلومتری جنوب‌شرقی شهر داورزن                                                              | ۴۴۹۶      | ۵ آذر ۱۳۸۰       | [ ۵۴ ] |
| ۵۵      | تپه داشغانه تاج‌آباد           | بارگذاری تصویر | اواخر هزاره دوم و اوایل اول پیش از میلاد | روستای تاج‌آباد                                                                              | ۱۴۳۲۶     | ۱۶ اسفند ۱۳۸۴    | [ ۵۵ ] |
| ۵۶      | پشته سفالی فیض‌آباد            | بارگذاری تصویر | دوره سلجوقی - سده ۵ - ۶ ق                | روستای شهرآیین                                                                              | ۱۴۳۳۰     | ۱۶ اسفند ۱۳۸۴    | [ ۵۶ ] |
| ۵۷      | پشته سفالی صدخرو              | بارگذاری تصویر | هزاره اول پیش از میلاد - دوره سامانی     | روستای صدخرو                                                                                | ۱۴۳۴۵     | ۱۶ اسفند ۱۳۸۴    | [ ۵۷ ] |
| ۵۸      | تپه و مقبره خواجه حسین        | بارگذاری تصویر | اسلامی - سده ۸ و ۱۱ ق                    | روستای چشام                                                                                 | ۱۴۳۴۸     | ۱۶ اسفند ۱۳۸۴    | [ ۵۸ ] |
| ۵۹      | تپه داشخانه باشتین            | بارگذاری تصویر | هزاره اول پیش از میلاد                   | ۳۰۰ متری شمال روستای باشتین                                                                 | ۱۴۳۶۶     | ۱۶ اسفند ۱۳۸۴    | [ ۵۹ ] |
| ۶۰      | یکه تپه                       | بارگذاری تصویر | تاریخی                                   | ۱۰۰ متری شرق روستای تاج‌آباد                                                                 | ۲۴۹۸۵     | ۱۸ اسفند ۱۳۸۷    | [ ۶۰ ] |
| ۶۱      | تپه چوبین ۱                   | بارگذاری تصویر | دوره ایلخانی تا دوره صفوی                | ۱۷ کیلومتری جنوب روستای چوبین                                                               | ۲۶۲۶۹     | ۲۷ اسفند ۱۳۸۷    | [ ۶۱ ] |
| ۶۲      | تپه چوبین ۲                   | بارگذاری تصویر | سده ۴ - ۷ ق                              | ۱۷ کیلومتری جنوب روستای چوبین                                                               | ۲۶۲۷۱     | ۲۷ اسفند ۱۳۸۷    | [ ۶۲ ] |
| محوطه‌ها |                               |                |                                          |                                                                                             |           |                  |        |
| ۶۳      | محوطه تاریخی سرریگ            | بارگذاری تصویر | سده‌های اولیه اسلامی و قرون میانی اسلامی  | روستای کلاته مزینان                                                                         | ۱۴۳۲۱     | ۱۶ اسفند ۱۳۸۴    | [ ۶۳ ] |
| ۶۴      | محوطه پشته سفالی خسروآباد     | بارگذاری تصویر | هزاره اول پیش از میلاد                   | خسروآباد                                                                                    | ۱۴۳۴۹     | ۱۶ اسفند ۱۳۸۴    | [ ۶۴ ] |
| ۶۵      | محوطه هرکره                   | بارگذاری تصویر | سده‌های میانه اسلامی - دوره صفوی          | جنوب و جنوب‌شرقی روستای ریوند                                                                | ۱۴۳۶۱     | ۱۶ اسفند ۱۳۸۴    | [ ۶۵ ] |
| ۶۶      | شهر دقیانوس (خرابه‌های فاریاب) | بارگذاری تصویر | سده‌های میانه اسلامی                      | دو کیلومتری شمال روستای شهرآباد                                                             | ۱۴۳۶۷     | ۱۶ اسفند ۱۳۸۴    | [ ۶۶ ] |
| ۶۷      | محوطه تاریخی کهک              | بارگذاری تصویر | تاریخی                                   | ۵۰۰ متری روستای کهک                                                                         | ۱۵۲۶۵     | ۲۴ اسفند ۱۳۸۴    | [ ۶۷ ] |
| ۶۸      | محوطه و خرابه‌های قلعه چوبین   | بارگذاری تصویر | سده ۷ - ۹ ق - دوره قاجار                 | ۱۰ کیلومتری جنوب غرب روستای چوبین                                                           | ۲۴۹۹۳     | ۱۸ اسفند ۱۳۸۷    | [ ۶۸ ] |